# Generals' Highway Stone Bridges
Les Generals' Highway Stone Bridges constituent un district historique du comté de Tulare, en Californie, dans le sud-ouest des États-Unis. Ce district réunit deux ponts routiers en pierre naturelle – le Clover Creek Bridge et le Lodgepole Bridge – qui permettent le franchissement de cours d'eau de la Sierra Nevada par la Generals Highway. Protégé au sein du parc national de Sequoia, il est inscrit au Registre national des lieux historiques depuis le 13 septembre 1978.